# Ionel Ganea
Ionel Ganea, właśc. Ioan Viorel Ganea (ur. 10 sierpnia 1973 w Fogaraszu) – piłkarz rumuński grający na pozycji napastnika.

## Kariera klubowa
Piłkarską karierę Ganea rozpoczął w mieście Braszów, w tamtejszym klubie o nazwie ICIM Brașov. W 1992 roku zadebiutował w jego barwach w drugiej lidze i grał tam przez dwa lata. W 1994 roku przeszedł do lokalnego rywala, FC Brașov. 20 sierpnia zadebiutował w pierwszej lidze rumuńskiej w przegranym 1:3 wyjazdowym meczu z Ceahlăul Piatra Neamț. W FC Brașov występował przez półtora roku. Na początku 1996 roku trafił do Universitatei Krajowa i zajął z nią wówczas 4. miejsce w lidze. Kolejne dwa sezony kończył z Universitateą w środku tabeli. Latem 1998 znów zmienił barwy klubowe i został piłkarzem Glorii Bystrzyca. W niej grał tylko przez rundę jesienną sezonu 1998/1999, ale wykazał się wysoką skutecznością zdobywając 17 bramek w 16 spotkaniach. To zaowocowało transferem do Rapidu Bukareszt, dla którego zaliczył kolejne 11 trafień i z 28 golami na koncie został królem strzelców rumuńskiej ekstraklasy. Dodatkowo wywalczył także tytuł mistrza Rumunii.
Latem 1999 Ganea wyjechał do Niemiec. Podpisał kontrakt z VfB Stuttgart, a w Bundeslidze zadebiutował 14 sierpnia w zremisowanym 0:0 spotkaniu z Werderem Brema. Natomiast we wrześniowym meczu z MSV Duisburg (4:2) zaliczył swoje pierwsze dwa trafienia w niemieckiej lidze. W swoim pierwszym sezonie w klubie ze Stuttgartu zdobył 7 bramek, o jedną mniej niż partner z ataku Sean Dundee. W kolejnym sezonie poprawił swój dorobek do 8 bramek (Dundee strzelił 6), a w 2001/2002 dziesięciokrotnie pokonywał bramkarzy rywali. W 2003 roku wywalczył wicemistrzostwo Niemiec. Zdobył 9 goli, a jego nowy partner w ataku Kevin Kuranyi – 15. Ogółem w Bundeslidze przez cztery lata wystąpił w 107 meczach i strzelił 34 gole.
Latem 2003 Ganea trafił do tureckiego Bursasporu. 9 sierpnia zadebiutował w tureckiej Superlidze w meczu z Gaziantepsporem (0:0). W Bursasporze spędził tylko pół roku i już w styczniu 2004 był zawodnikiem angielskiego Wolverhampton Wanderers. W Premiership po raz pierwszy wystąpił 10 stycznia, a „Wilki” przegrały wówczas 0:2 z Charltonem Athletic. Na koniec sezonu spadł z Wolves do Football League Championship, jednak cały sezon 2004/2005 stracił z powodu kontuzji, a w 2005/2006 nie zdołał pomóc Wolverhampton w powrocie do Premiership.
Latem 2006 Ganea wrócił do Rumunii. Występował w Dinamie Bukareszt, dla którego strzelił 14 goli (został też mistrzem Rumunii), a w 2007 roku na pół roku trafił do Rapidu. Latem 2007 podpisał kontrakt z Politehniką Timișoara. W jednym z sierpniowych spotkań pobił arbitra i otrzymał 22-meczowe zawieszenie.
| Sezon   | Klub                    | Kraj    | Rozgrywki    | Mecze | Bramki |
| ------- | ----------------------- | ------- | ------------ | ----- | ------ |
| 1992/93 | ICIM Brașov             | Rumunia | Divizia B    | ?     | ?      |
| 1993/94 | ICIM Brașov             | Rumunia | Divizia B    | ?     | 4      |
| 1994/95 | FC Brașov               | Rumunia | Divizia A    | 30    | 0      |
| 1995/96 | FC Brașov               | Rumunia | Divizia A    | 20    | 4      |
| 1995/96 | Universitatea Krajowa   | Rumunia | Divizia A    | 11    | 5      |
| 1996/97 | Universitatea Krajowa   | Rumunia | Divizia A    | 19    | 6      |
| 1997/98 | Universitatea Krajowa   | Rumunia | Divizia A    | 26    | 11     |
| 1998/99 | Gloria Bystrzyca        | Rumunia | Divizia A    | 16    | 17     |
| 1998/99 | Rapid Bukareszt         | Rumunia | Divizia A    | 16    | 11     |
| 1999/00 | VfB Stuttgart           | Niemcy  | Bundesliga   | 29    | 7      |
| 2000/01 | VfB Stuttgart           | Niemcy  | Bundesliga   | 32    | 8      |
| 2001/02 | VfB Stuttgart           | Niemcy  | Bundesliga   | 23    | 10     |
| 2002/03 | VfB Stuttgart           | Niemcy  | Bundesliga   | 23    | 9      |
| 2003/04 | Bursaspor               | Turcja  | Superliga    | 15    | 5      |
| 2003/04 | Wolverhampton Wanderers | Anglia  | Premiership  | 14    | 3      |
| 2004/05 | Wolverhampton Wanderers | Anglia  | Championship | 0     | 0      |
| 2005/06 | Wolverhampton Wanderers | Anglia  | Championship | 18    | 4      |
| 2006/07 | FC Dinamo Bukareszt     | Rumunia | Divizia A    | 18    | 14     |
| 2006/07 | Rapid Bukareszt         | Rumunia | Divizia A    | 9     | 2      |
| 2007/08 | Politehnica Timișoara   | Rumunia | Divizia A    | 18    | 3      |

## Kariera reprezentacyjna
W reprezentacji Rumunii Ganea zadebiutował 3 marca 1999 roku w wygranym 2:0 meczu z Estonią i w debiucie zdobył obydwie bramki dla Rumunów. W 2000 roku został powołany przez Emerica Ieneia do kadry na Euro 2000. Tam zaliczył trzy mecze: Z Portugalią (0:1), z Anglią (3:2), w którym w 88. minucie zdobył gola z rzutu karnego i w ćwierćfinale z Włochami (0:2).